# William Catesby
William Catesby (1450 – 25 août 1485) est l'un des principaux conseillers du roi Richard III d'Angleterre.
En 1483, il est membre du conseil de régence lors du court règne d'Édouard V, puis devient Chancelier de l'Échiquier et Président de la Chambre des Communes sous Richard. Impopulaire, il est désigné sous le nom du "chat" dans le poème placardé sur les portes de la cathédrale Saint-Paul par William Collingbourne, un agent Tudor, au mois de juillet 1484 :

« Le chat, le rat et Lovell notre chien, règnent sur l'Angleterre sous la houlette d'un sanglier [le roi Richard]. »

Il combat aux côtés du roi à la bataille de Bosworth, le 22 août 1485. Fait prisonnier, il est exécuté trois jours plus tard à Leicester.
Il est l'ancêtre de Robert Catesby, l'instigateur de la Conspiration des poudres, tué en 1605.

## Homonyme
Catesby est un personnage de la pièce de William Shakespeare Richard III. Il a été interprété au cinéma par Norman Wooland dans le film de Laurence Olivier (1955) et par Tim McInnerny dans celui de Richard Loncraine (1995).